# Hugo Ganske
Hugo Ganske (* 6. Oktober 1869 in Bocianowo, Kreis Bromberg; † 1939 in Frankfurt (Oder)) war ein deutscher Schriftsteller. 

## Leben
Er war der Sohn des Eisenbahnsekretärs Hermann Ganske und besuchte die Höhere Schule. Ganske lernte zunächst Apotheker, schlug anschließend die Beamtenlaufbahn ein. Ab 1908 war er literarisch als Schriftsteller und ab 1915 auch künstlerisch tätig.
Bevor Ganske nach Frankfurt ging, wirkte er in Oberreißen.
Ganske heiratete in 1. Ehe am 7. Dezember 1893 die Konzertsängerin Selma Munzert (1869–1909), Tochter des Fabrikanten Heinrich Munzert.